# Ораци, Мануэль
Эммануэль Джузеппе Рафаэль Ораци (итал. Manuel Orazi; 1860—1934) — французский художник, график и иллюстратор итальянского происхождения.

## Биография
Эммануэль Ораци, также известный как Мануэль Ораци, родился в Риме в 1860 году. В 1892 году он переехал в Париж, где занимался графикой в СМИ и рекламе. Сотрудничал с галереей Maison de l’Art Nouveau в сфере дизайна украшений, иллюстрировал «Афродиту» Пьера Луиса, французский эпос «Гуон Бордосский», рассказы Артура Конан Дойла и «Цветы зла» Шарля Бодлера.
В 1895 совместно с Остеном де Крозом создал оккультный «Магический календарь» («Calendrier Magique»), изданный тиражом 777 копий на основе литографий. Авторы «Календаря» спародировали христианские календари того времени, использовав алхимические символы, изображения демонов, ведьм, чёрных месс, диаграмм, жаб, сов и прочие символы нечистой силы. Эзотерика пользовалась популярностью в среде интеллектуалов начала XX века, поэтому мрачная тематика была распространена в литературе и искусстве. После скандального ареста Жака Ферзена Ораци создал несколько иллюстраций для газеты « L’assiette au berre».
В 1921 году создал афиши для немого франко-бельгийского фильма «Атлантида».

## Галерея работ

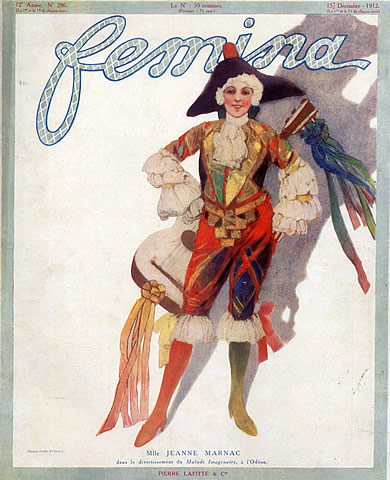
Обложка французского журнала Femina
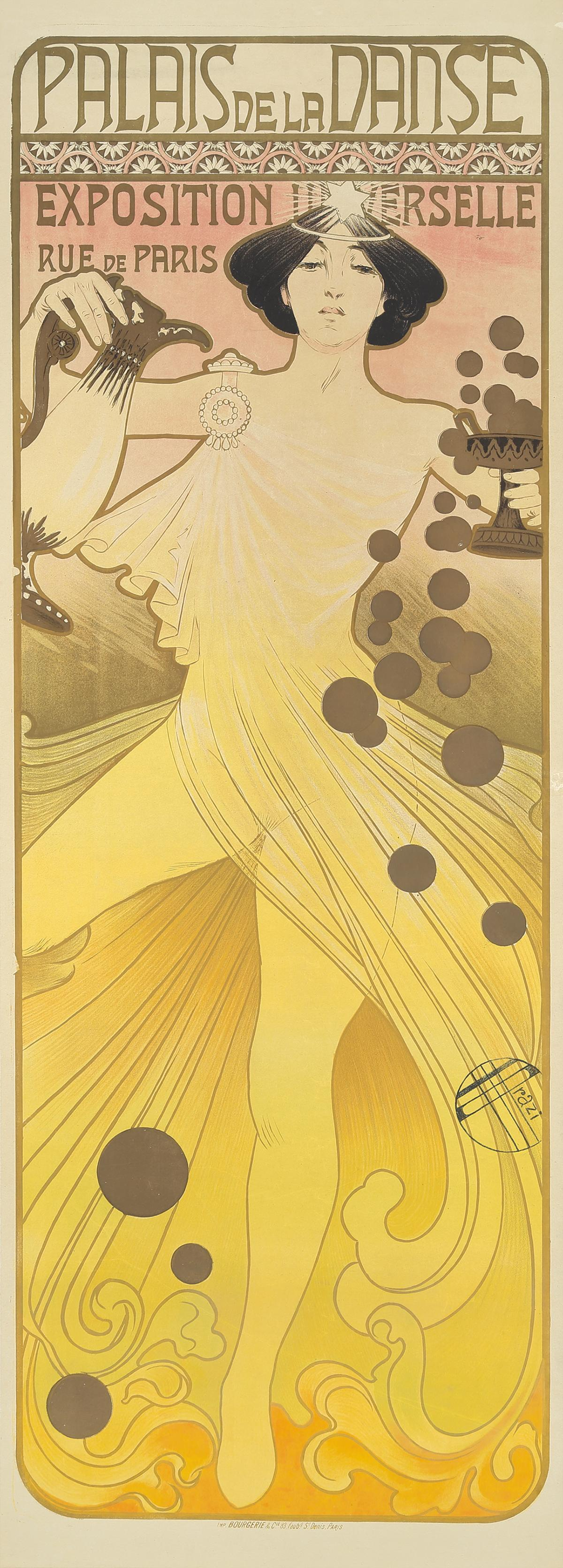
Афиша для танцзала всемирной выставки в Париже 1900
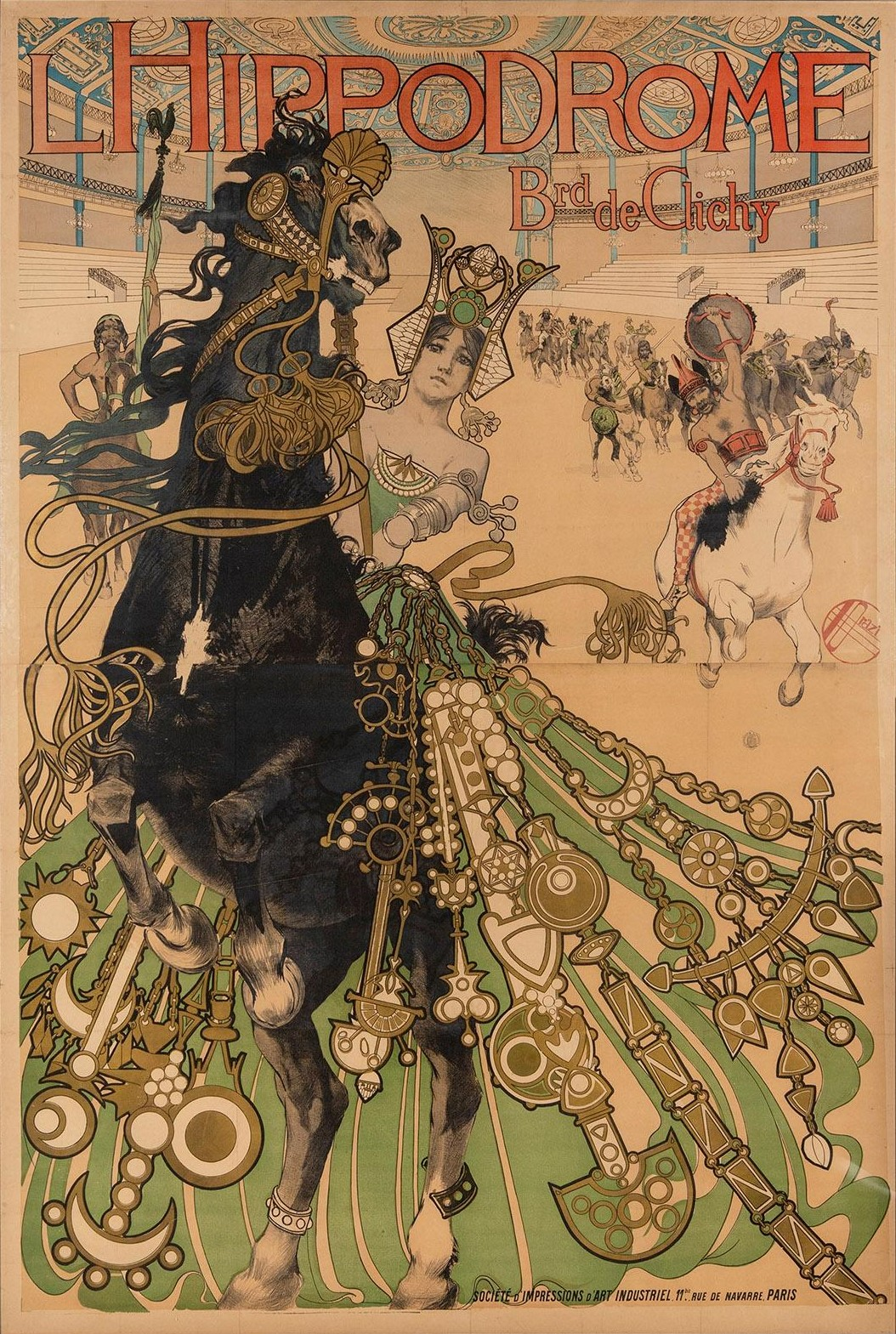
Афиша для ипподрома
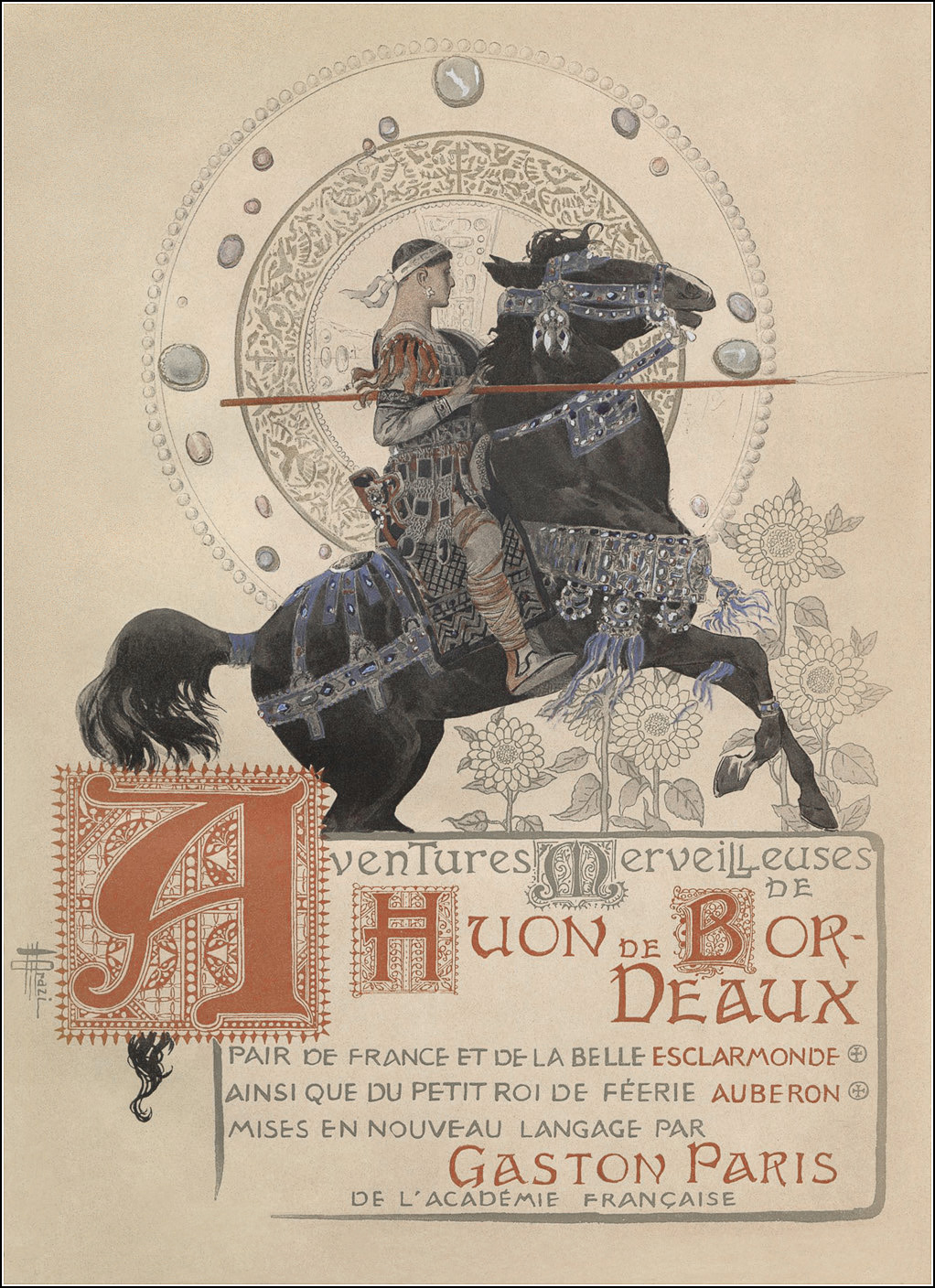
Иллюстрация к эпосу о Гуоне Бордосском
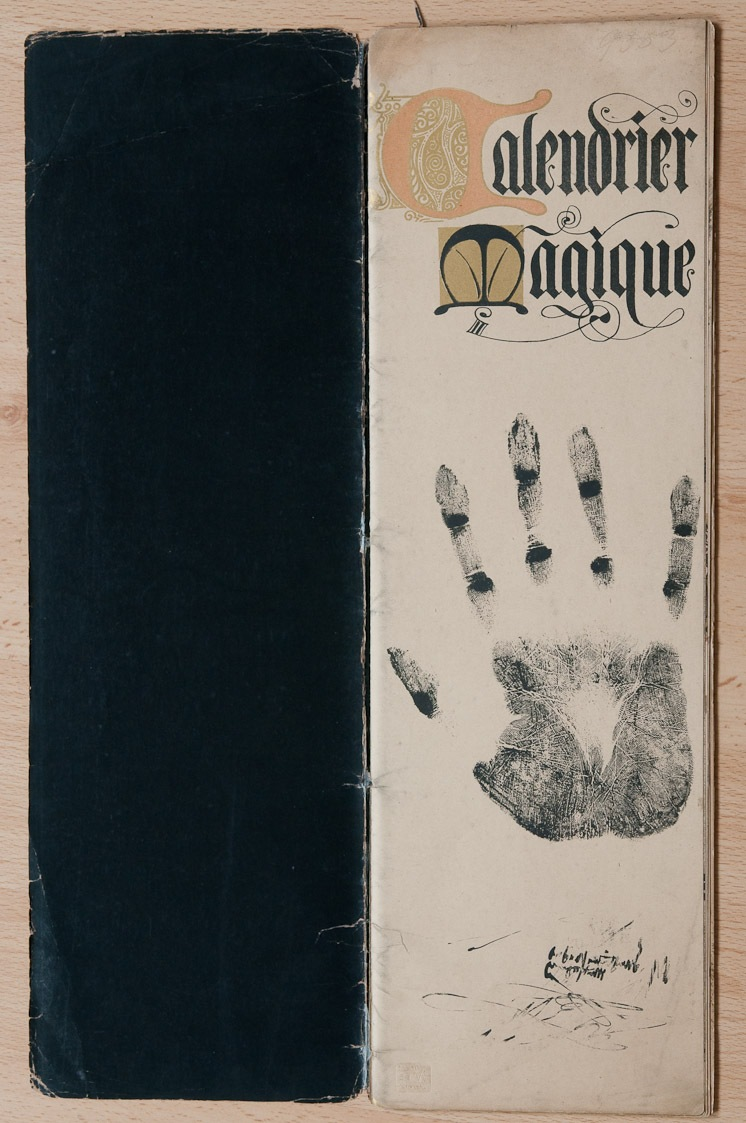
Иллюстрация для «Магического календаря» 1895
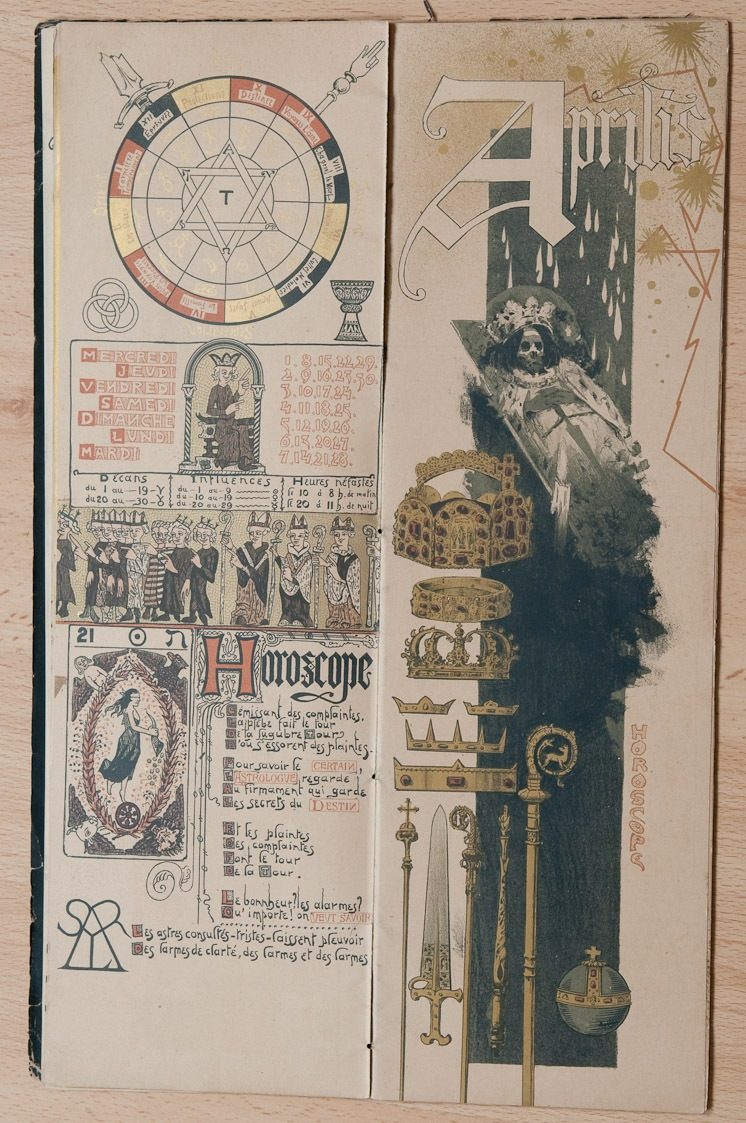
Иллюстрация для «Магического календаря» 1895